# 김완태 (방송인)
김완태(金完泰, 1969년 12월 21일 ~ )는 MBC 前 아나운서 출신인데 2018년 12월 31일을 기하여 최승호 MBC 사장 체제에서 두 번째로 퇴사 선언한 MBC 아나운서이다.

## 경력
- 1995년 ~ 2018년 12월 31일 : MBC 아나운서
- MBC 편성제작본부 아나운서국 아나운서
- 2016년 9월 : MBC 편성제작본부 아나운서국 아나운서2부장
- 2017년 3월 : MBC 편성제작본부 아나운서국 아나운서1부장
- 700 <세븐헌드레드 크리에이터> 이사

## 학력
- 경희대학교 회계학 학사
- 경희대학교 언론정보대학원 저널리즘 석사

## 출연작

### TV
- 《토요일엔 떠나볼까》
- 《MBC 스포츠뉴스》(평일 : 2001년 11월 5일 ~ 2003년 4월 25일)
- 《생방송 오늘 저녁》 - 내레이션
- 《행복한아침》 - 게스트
- 《논술세대 장학퀴즈》 - 진행
- 《타임머신》- 내레이션
- 《우리말 겨루기》 - 게스트

### 라디오
- 《만화열전 - 공포의 외인구단》 (MBC 라디오) - 캐스터
- 《라디오 정시뉴스》 (MBC 라디오)
- 《그건 이렇습니다 김완태입니다》 (MBC 라디오) (2017년 6월 26일 ~ 2018년 2월 4일)
- 《MBC 22시 뉴스》 (MBC 라디오)
- 《MBC 23시 뉴스》 (MBC 라디오)
- 《MBC 24시 뉴스》 (MBC 라디오)

## 홍보대사
- 2016년 2018 평창 동계올림픽 및 동계패럴림픽대회 아나운서 홍보대사
- 2019년 대한체육회 재능나눔 홍보대사